# 鮑康兒
鮑康兒（英語：Cherry Pau，1989年3月3日—）她為前香港電視網絡女藝員，第一期香港電視藝員訓練班畢業。2008年曾參選亞洲小姐，有翻版楊恭如之稱，奪得香港區友誼小姐殊榮。。
鮑康兒於2012年加入香港電視網絡，並參演大部分的劇集。其中由香港電視開台的《選戰》，《警界線》至《末日+5》，《夜班》及《開腦儆探》共14套劇集，當中連續12劇集(《警界線》至《末日+5》)中均有參與，實為近年香港電視業界罕有例子。
而鮑康兒已於2014年4月約滿香港電視。

## 演出

### 電視劇（香港電視）
| 首播   | 劇名           | 角色                        |
| 2014年 | 選戰           | 邵恩甜                      |
| 2014年 | 警界線         | 葉美娟（青年）              |
| 2014年 | 来生不做香港人 | 梁美行（少女）              |
| 2015年 | 童話戀曲201314 | 珠寶店職員 (第9/14集，客串) |
| 2015年 | 我阿媽係黑玫瑰 | 法婉（少女）                |
| 2015年 | 第二人生       | 余魚（青年）                |
| 2015年 | 導火新聞線     | 周詠薇                      |
| 2015年 | 大眾情性       | 張芊芊                      |
| 2015年 | 驚異世紀       | Gigi (第3集，客串)          |
| 2015年 | 歲月樓情       | 陸祖兒                      |
| 2015年 | 還來得及再愛你 | 陳曉欣                      |
| 2015年 | 末日+5         | 游美玲（少女）              |
| 2015年 | 夜班           | 浩英                        |
| 2015年 | 開腦儆探       | 金妮                        |

### 電視劇（ViuTV）
| 首播   | 劇名     | 角色   |
| 2022年 | 心靈師   | 鮑康兒 |
| 2022年 | 野人老師 | 客串   |

### 電視單元短劇／劇集（香港電台電視部）
| 首播   | 劇名                         | 角色            | 播放平台                                        |
| 2015年 | 識法保積金2: 「添加」自然好  | 強積金 基金經理 | 港台電視31，無綫電視翡翠台                      |
| 2015年 | 證義搜查線3:超級偶像         | Georgina        | 港台電視31，無綫電視翡翠台                      |
| 2015年 | 《火速救兵3》 ＜幸福的聲音＞ | 李穎彤          | 港台電視31，無綫電視翡翠台 (2015年10月24日播映) |

### 微電影
| 首播   | 劇名                                | 角色   |
| 2015年 | Another Window （HKTV X NINE WEST） | Serena |

### MV
2014
- Tonick 你對我已經唔係以前咁

2015
- AGA 若
- EVER 還是忘不了

2016
- 盧冠廷  你今天快樂嗎?

### 主持
2015
- HKTV Shopping hero
- 香港有線電視節目《友飲友食》。

## 外部連結
- 鮑康兒的新浪微博
- 鮑康兒Cherry Pau的Facebook專頁
- 鮑康兒的Instagram帳戶